# Amadeu Celestino
Amadeu Celestino (Rio de Janeiro, 13 de março de 1910 — Rio de Janeiro, 23 de agosto de 2002) foi um importante cantor brasileiro do século XX, dançarino, músico e ator brasileiro.
Amadeu foi irmão do também famoso Vicente Celestino.
Nascido no bairro carioca de Santa Teresa, iniciou o curso de artes cênicas no Colégio Salesiano (Niterói), em 1928. Estreou nos palcos aos 18 anos, na Companhia das Operetas e em 1930 entrou para o coral do Teatro Municipal do Rio de Janeiro. Aprendeu a dançar com Maria Olenewa e em 1931 ingressou no Corpo de Baile do Municipal. Neste período, fez apresentações na Rádio Nacional e no Cassino da Urca, aonde conheceu Carmem Miranda. Em 1937 fez uma turnê, pelo Brasil, ao lado do irmão mais famoso; Vicente Celestino. Além da turnê, Amadeu trabalhou com Vicente em várias oportunidades, entre elas, no filme "O Ébrio" (1946) e na peça “Coração Materno” (1947). Também trabalhou nas companhias de teatro de Dulcina de Moraes e Procópio Ferreira.
Faleceu em 2002, aos 92 anos, no Retiro dos Artistas.

## Carreira

### Filmografia
| Ano  | Título                   | Personagem     |
| ---- | ------------------------ | -------------- |
| 1990 | O Mistério de Robin Hood | —              |
| 1958 | O Barbeiro que se Vira   | Chiquinho      |
| 1958 | Chico Fumaça             | Sub-prefeito   |
| 1958 | Com a Mão na Massa       | —              |
| 1955 | Angu de Caroço           | —              |
| 1955 | O Rei do Movimento       | —              |
| 1954 | Marujo Por Acaso         | —              |
| 1953 | Três Recrutas            | —              |
| 1951 | Coração Materno          | —              |
| 1949 | Inocência                | Manecão        |
| 1948 | Mãe                      | Antônio        |
| 1946 | O Ébrio                  | Grãfino no bar |
| 1936 | Carioca Maravilhosa      | —              |

### Televisão
- Cupido Electrónico - episódio: A Volta de Antunes - (1993).

### Teatro
- Coração Materno - (1947).